# ميغيل أغيلار
ميغيل أغيلار (بالإسبانية: Miguel Aguilar)‏ (30 يناير 1993 بسيوداد خواريز في المكسيك - ) هو لاعب كرة قدم مكسيكي في مركز الوسط. لعب مع دي.سي. يونايتد وريتشموند كيكرز وCapital FC ‏.

## وصلات خارجية
- ميغيل أغيلار على موقع الدوري الأمريكي (الإنجليزية)
- ميغيل أغيلار على موقع قاعدة بيانات كرة القدم.إي يو (الإنجليزية)
- ميغيل أغيلار على موقع Soccerway.com (الإنجليزية)
- ميغيل أغيلار على موقع AS.com (الإسبانية)